# José Sand
José Gustavo "Pepe" Sand, né le 17 juillet 1980 à Bella Vista (Argentine), est un footballeur international argentin. Il évoluait au poste d'attaquant.
Depuis 2020, il est le meilleur buteur de l'histoire du Granate avec 173 réalisations en 331 matchs.

## Palmarès

### Club
- Lanús
  - Primera División Argentina : Apertura 2007

Transición 2016
- Al Ain Club
  - Tournoi d'Al Ain : 2009.
  - Supercoupe des Émirats arabes unis : 2009/2010.

### Individuel
- Meilleur buteur duTournoi d'Al Ain. 2009
- Meilleur buteur du championnat argentin. 2008, 2009, 2016